# The Best of Simple Minds
The Best Of Simple Minds è una raccolta del gruppo musicale britannico Simple Minds del 2001.

## Disco 1
1. Don't You (Forget About Me)
2. Promised You a Miracle
3. Waterfront
4. Alive and Kicking
5. Glittering Prize
6. All the Things She Said
7. Sanctify Yourself
8. Someone Somewhere (in Summertime)
9. Ghostdancing
10. Up On The Catwalk
11. Speed Your Love to Me
12. Theme For Great Cities
13. Love Song
14. The American
15. Sweat In Bullet
16. Life in A Day
17. I Travel

## Disco 2
1. Let There Be Love
2. This Is Your Land
3. Kick It In
4. Let It All Come Down
5. See The Lights
6. Stand By Love
7. Real Life
8. She's A River
9. Hypnotised
10. Glitterball
11. War Babies
12. Mandela Day
13. Biko
14. Belfast Child
15. The Real Life By Raven Maize

## Classifiche
| Classifica (2001) | Posizione massima |
| ----------------- | ----------------- |
| Belgio (Fiandre)  | 19                |
| Belgio (Vallonia) | 39                |
| Danimarca         | 9                 |
| Germania          | 67                |
| Italia            | 44                |
| Nuova Zelanda     | 39                |
| Paesi Bassi       | 11                |
| Regno Unito       | 34                |
| Svizzera          | 64                |